# Gobius ater
Gobius ater är en fiskart som beskrevs av Bellotti, 1888. Gobius ater ingår i släktet Gobius och familjen smörbultsfiskar. IUCN kategoriserar arten globalt som otillräckligt studerad. Inga underarter finns listade i Catalogue of Life.